# Jutta Paulus
Pour les articles homonymes, voir Paulus.
Jutta Paulus, née Wege le 9 mai 1967 à Giessen, est une femme politique allemande. Membre de l'Alliance 90/Les Verts, elle siège au Parlement européen depuis 2019. 

## Biographie
Élue au Parlement européen en 2019, Jutta Paulus est réélue en 2024.
Elle a signé en juillet 2020 une lettre ouverte avec 68 autres députés européens en faveur d'une taxe sur les transactions financières afin de financer la lutte contre le COVID-19 et ses conséquences. La même année, elle est rapportrice d'un projet visant à inclure le transport maritime dans le SCEQE. 